# Olaf Nelson
Pour les articles homonymes, voir Nelson.
Ta'isi Olaf Frederick Nelson, connu historique sous le nom d’Olaf Nelson mais de son vivant plutôt sous celui de Fred Nelson, né le 24 février 1883 à Safune sur l'île de Savaii aux Samoa et mort le 28 février 1944 à Apia, est un homme d'affaires et homme politique samoan. Il est l'une des principales figures du Mau, le mouvement anticolonial pacifique samoan, à partir des années 1920.

## Famille et débuts
Olaf Nelson est l'aîné de cinq enfants. Son père August Nilspiter Gustav Nelson est un immigré européen, né en Suède puis installé aux Samoa, qui à cette date sont encore un archipel indépendant gouverné par des chefs autochtones. Sa mère, Sina Masoe, est une Samoane autochtone. Olaf Nelson appartient ainsi à la communauté des ‘afakasi, les métis, dont il devient le représentant le plus célèbre.
Il grandit dans le village de Faleolo sur l'île d'Upolu. À l'âge de 8 ans, il est envoyé en pensionnat dans une école catholique à Apia ; il quitte l'école à l'âge de treize ans,.
Adolescent, il travaille pour la Deutsche Handels- und Plantagen-Gesellschaft, compagnie allemande, de loin la plus grande société commerciale aux Samoa à l'époque, une diversité de commerçants européens et américains s'étant installée dans l'archipel. En 1899, l'Empire allemand annexe la majeure partie des Samoa, une partie moindre et orientale revenant aux États-Unis. Olaf Nelson réside aux Samoa occidentales, désormais allemandes. En 1900, il devient apprenti dans l'entreprise de coprah de son père. En 1903, il en hérite, et la fait prospérer. Il s'enrichit, devenant l'un des hommes les plus prospères de la colonie. En 1909, il épouse Rosabel Edith Moors, fille d'un commerçant américain. Le couple a cinq filles (auxquelles se joint une fille qu'il a reconnue d'une liaison précédente) et un fils, qui décède en 1919 de la pandémie de grippe espagnole. (L'épidémie, qui frappe très durement le pays, principalement en raison de la négligence des autorités, tue également la mère d'Olaf Nelson, son frère et l'une de ses sœurs.) La famille s'installe dans une maison imposante et luxueuse près d'Apia, la capitale,. Dans cette résidence, presque un palais privé, il organise des fêtes où se mêlent blancs, métis et autochtones, sans discrimination. Par ailleurs, avide collectionneur de livres, il est réputé y avoir « la plus grande bibliothèque privée des Mers du Sud ». Il envoie ses filles en Australie pour y être éduquées dans une école privée.

## La naissance du Mau
En 1910, il se joint à d'autres colons pour demander sans succès le droit à une plus grande participation des colons au gouvernement. En août 1914, dès le début de la Première Guerre mondiale, les forces néo-zélandaises envahissent les Samoa allemandes, dont les autorités se rendent sans résister. La colonie est alors sous administration néo-zélandaise jusqu'en 1962. En 1920, Olaf Nelson préside un comité citoyen, demandant à nouveau plus de démocratie, à la fois pour les colons et pour la population autochtone. En 1924, il est élu à l'Assemblée législative coloniale. Celle-ci ne comprend toutefois que trois membres élus, aux côtés de nombreux membres nommés par l'administration, et les élus peinent à se faire entendre. Déjà, toutefois, il est perçu par de nombreux autochtones et par de nombreux blancs comme leur principal relai pour porter leurs griefs auprès du gouvernement colonial. Il est devenu l'une des figures politiques majeures de la colonie. Commerçant jouissant d'un grand succès, il est une figure incontournable de la petite communauté blanche. Mais il maîtrise aussi parfaitement les coutumes, les traditions et l'histoire samoanes, ainsi que la langue, et est tout à fait à l'aise dans la communauté autochtone. En 1923, il se voit octroyer le titre de « Ta'isi », titre de matai (chef) autochtone, par le village d'Asau, village de sa famille maternelle sur l'île de Savaii,.
En août 1926, il se rend à Wellington, où il rencontre le ministre néo-zélandais des Affaires étrangères, William Nosworthy (ainsi que, brièvement, le Premier ministre Gordon Coates et le ministre Sir Maui Pomare, ministre chargé de l'administration coloniale néo-zélandaise des Îles Cook et figure maorie du gouvernement), pour discuter de la situation aux Samoa. Cette discussion n'ayant abouti à rien de concret, il organise deux larges réunions publiques à Apia, où les résidents de la colonie, quelle que soit leur communauté ethnique, préparent des pétitions à l'attention de l'administration. Les autochtones, en particulier, se plaignent du mépris du gouvernement pour leurs coutumes, de la marche forcée vers une 'modernisation' qui bafoue leurs droits, ainsi que de leur manque de représentation auprès des instances dirigeantes - un grief qui les unit aux membres de la communauté blanche. De ces réunions nait le mouvement mau, qui devient un véritable gouvernement parallèle, prônant une désobéissance civile pacifique, et dont Nelson est l'une des figures de proue. Il fonde le journal du mouvement, le Samoa Guardian, et consacre des sommes importantes au financement du Mau,. Dans le même temps, il est propriétaire à 40 % du journal Samoa Times, où il contribue aux vifs débats sur les torts et les mérites du gouvernement colonial.

## De la déportation à la réinsertion

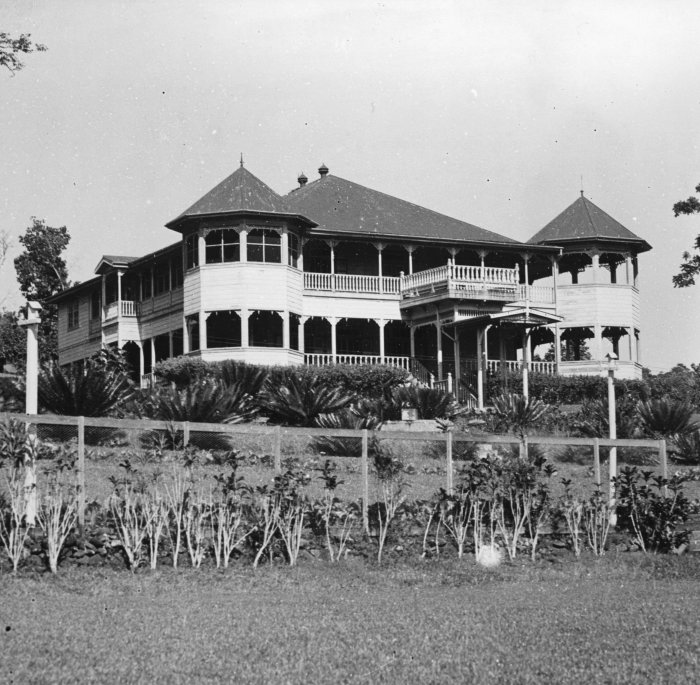
La résidence d'Olaf Nelson, vers 1936.

Il s'attire les foudres du gouvernement, qui le perçoit comme un agitateur. En janvier 1928, il est déporté de la colonie, exilé de force pour cinq ans. Il s'installe en Nouvelle-Zélande, où il continue à faire campagne pour les droits des Samoans. Il publie des pamphlets, organise de larges réunions, s'évertue à informer les Néo-Zélandais quant aux griefs des Samoans. Il tente en vain de présenter une pétition à la Société des Nations à Genève. En 1930, le Mau est interdit, décrété comme étant une organisation séditieuse. Bien qu'il soit absent des Samoa, il continue à y financer le mouvement, et est frappé en conséquence d'une lourde amende. En 1933, son exil étant achevé, il retourne aux Samoa - dont il est déporté à nouveau six mois plus tard, pour avoir continué à soutenir le Mau. Il se voit infliger dix ans d'exil supplémentaires, et est condamné à huit mois de prison en Nouvelle-Zélande. 
Son exil est révoqué à la suite de la victoire du Parti travailliste aux élections législatives néo-zélandaises de 1935. Les Travaillistes, qui soutiennent le Mau, accèdent au pouvoir pour la première fois ; leur dirigeant Michael Savage devient premier ministre. Le gouvernement Savage entreprend des négociations avec le Mau, auxquelles Nelson participe. En novembre 1938, il est élu une nouvelle fois à l'Assemblée législative coloniale, désormais dominée par le Mau. Les Samoa sont en voie d'accès à l'autonomie politique, retardée toutefois par la Seconde Guerre mondiale,. Il est réélu en 1941.
Olaf Nelson décède à Apia en 1944. Le 1er janvier 1962, les Samoa sont la première colonie insulaire du Pacifique à accéder à une entière indépendance. Sa fille Irene a épousé en 1934 Tupua Tamasese Mea'ole, tenant du titre de tama 'aiga « Tupua Tamasese » et qui devient en 1962 le premier chef d'État des Samoa ; leur fils Tufuga Efi en sera le Premier ministre de 1976 à 1982, puis le chef d'État de 2007 à 2017,. Une autre des filles d'Olaf Nelson, Sina Hope Nelson, est députée à l'Assemblée législative des Samoa de 1976 à 1979,. Une autre encore, Olive, avocate, épouse Fred Betham, qui devient le ministre des Finances de 1961 à 1970. Frank Nelson, neveu d'Olaf Nelson (fils de son frère August), est le ministre des Travaux publics de 1957 à 1967. Enfin, un autre de ses petit-fils, Misa Telefoni Retzlaff (fils de sa fille Joyce "Billie" Nelson), est le vice-Premier ministre de 2001 à 2011.